# Durhamella
Durhamella is een geslacht van uitgestorven zee-egels uit de familie Laganidae. Vertegenwoordigers van dit geslacht zijn slechts als fossiel bekend.